# Paradoxurus jerdoni
La civeta palmada marrón (Paradoxurus jerdoni) es endémica de Ghats occidentales, que se distribuye con la Palni, y las colinas de Nilgiri Anamalai, Travancore y Coorg sobre todo en una altitud que oscila entre 500 y 1300 m s. n. m. .

## Descripción
La civeta palmada marrón es más o menos similar a la civeta palmada común en tamaño. El color general del cuerpo es de color marrón con la cara de color marrón oscuro o negruzco y el hombro salpicado de buffy-gris, que se funden con los flancos grisáceos. Todos los miembros son más oscuros, similares a la cara y el hombro. A diferencia de civeta común, carece de marcas diferentes en el cuerpo. La longitud de la cola es casi el tamaño de la cabeza y el cuerpo con el extremo distal marrón más claro a blanco sucio. Sus rangos de peso desde 2,4 hasta 4 kg, cabeza y cuerpo 480 a 590 mm y longitud de la cola 400 a 535 mm .
Dos subespecies se registran (Pocock 1939), P. jerdoni jerdoni Blanford, distribuidos en gran parte en 1885 y las colinas de Nilgiri Palni y Travancore y P. jerdoni caniscus Pocock, 1933 en Coorg.

## Comportamiento
Esta civeta se encuentra en los bosques y arbolados. Es en gran parte arborícolas y nocturnos encontrados alrededor de fincas de café (Pocock 1939). Es predominantemente frugívoros. Según indica un estudio reciente (ver Mudappa, Informe de situación 8 de este número) se alimenta de casi 40 árboles de la selva y las especies de lianas de frutas. En ocasiones complementa su dieta con aves, roedores e insectos (Pocock 1939).

## Estado de conservación
Es parte de la Lista II II de la Vida Silvestre de la India (protección) de 1972, anexo III de la CITES, VUB1 2c en la Lista Roja, y VU B1 2bc durante el campamento de Taller.